# Liste der Nummer-eins-Hits in Finnland (2012)
Dies ist eine Liste der Nummer-eins-Hits in Finnland im Jahr 2012. Sie basiert auf den offiziellen Single Top 20 und den Album Top 40, die im Auftrag von Musiikkituottajat, der finnischen Landesgruppe der IFPI, erstellt werden. Es gab in diesem Jahr 21 Nummer-eins-Singles und 27 Nummer-eins-Alben.

## Singles
| ← 2011 ← | Liste der Nummer-eins-Hits in Finnland | Liste der Nummer-eins-Hits in Finnland | Liste der Nummer-eins-Hits in Finnland | 2013 →                    |
| \| Zeitraum \| Wo. ges. \| Interpret \| Titel Autor(en) \| Zusätzliche Informationen \| \| (Zeitraum, Wochen auf Platz eins, Interpret, Titel, Autor[en], zusätzliche Informationen) \| \| \| \| \| \| ----------------------------------------------------------------------------------------- \| -------- \| ---------------------------------- \| -------------------------------------------------------------------------------------------------------------------------------------------------------------------------------------------- \| ------------------------- \| \| 31. Dezember 2011 – 6. Januar 2012 1 Woche (insgesamt 2) \| 2 \| Adele \| Someone like You Adele Laurie Blue Adkins, Daniel D. Wilson \| – \| \| 7. Januar 2012 – 13. Januar 2012 1 Woche \| 1 \| Lord Est feat. Mikael Gabriel \| Vuosi vaihtuu Musik: Sakari Aalto; Text: Tuomo Hiironmäki, mikael Kristian Gabriel Sohlman \| – \| \| 14. Januar 2012 – 20. Januar 2012 1 Woche (insgesamt 2) \| 2 \| Adele \| Someone like You Adele Laurie Blue Adkins, Daniel D. Wilson \| – \| \| 21. Januar 2012 – 27. Januar 2012 1 Woche \| 1 \| Adele \| Rolling in the Deep Paul Richard Epworth, Adele Laurie Blue Adkins \| – \| \| 28. Januar 2012 – 10. Februar 2012 2 Wochen (insgesamt 4) \| 4 \| Robin \| Frontside Ollie Sana Ilona Mustonen, Marko Juhani Kolehmainen, Tracy William Lipp, Konstantinos Jorma Hiekkanen, Bernard Michael Grobman \| – \| \| 11. Februar 2012 – 17. Februar 2012 1 Woche \| 1 \| Madonna feat. Nicki Minaj & M.I.A. \| Give Me All Your Luvin’ Onika Tanya Maraj, Mathangi Arulpragasam, Madonna Louise Ciccone, Martin Laurent Picandet, Michael Andre Tordjman \| – \| \| 18. Februar 2012 – 24. Februar 2012 1 Woche \| 1 \| Laura Närhi \| Hetken tie on kevyt Musik: Matti Veikko Mikkola; Text: Otto Pekka Grundström \| – \| \| 25. Februar 2012 – 9. März 2012 2 Wochen (insgesamt 4) \| 4 \| Robin \| Frontside Ollie Sana Ilona Mustonen, Marko Juhani Kolehmainen, Tracy William Lipp, Konstantinos Jorma Hiekkanen, Bernard Michael Grobman \| – \| \| 10. März 2012 – 16. März 2012 1 Woche \| 1 \| Nightwish \| The Crow, the Owl and the Dove Marco Hietala, Jukka Antero Nevalainen, Erno Matti Juhani Vuorinen, Tuomas Lauri Johannes Holopainen \| – \| \| 17. März 2012 – 23. März 2012 1 Woche (insgesamt 2) \| 2 \| Loreen \| Euphoria Peter Lars Boström, Thomas Gustafsson \| – \| \| 24. März 2012 – 20. April 2012 4 Wochen \| 4 \| Jukka Poika \| Älä tyri nyt Jukka Stormi-Rousu, Tommi Tikkanen \| – \| \| 21. April 2012 – 11. Mai 2012 3 Wochen \| 3 \| Gotye feat. Kimbra \| Somebody That I Used to Know Walter Andre E. De Backer, Luiz Bonfá \| – \| \| 12. Mai 2012 – 1. Juni 2012 3 Wochen \| 3 \| Carly Rae Jepsen \| Call Me Maybe Joshua Keeler Ramsay, Carly Rae Jepsen, Tavish Crowe \| – \| \| 2. Juni 2012 – 8. Juni 2012 1 Woche (insgesamt 2) \| 2 \| Loreen \| Euphoria Peter Lars Boström, Thomas G:son \| – \| \| 9. Juni 2012 – 31. August 2012 12 Wochen \| 12 \| JVG feat. Raappana \| Kran Turismo Ville-Petteri Galle, Jare Joakim Brand, Janne Pöyhönen, Sakari Aalto \| – \| \| 1. September 2012 – 7. September 2012 1 Woche \| 1 \| Brädi feat. Redrama \| Lämpöö Kari Olavi Härkönen, Henri Jouni Kristian Lanz, Lasse Mellberg \| – \| \| 8. September 2012 – 21. September 2012 2 Wochen \| 2 \| Will.i.am feat. Eva Simons \| This Is Love Martin Karl Sandberg, Sebastian Carmine Ingrosso, Mike Hamilton, Will Adams, Steve Patrik Angello Josefsson Fragogiannis, Eva Maria Simons \| – \| \| 22. September 2012 – 19. Oktober 2012 4 Wochen \| 4 \| Psy \| Gangnam Style Yoo Gun-hyung, Park Jae-sang \| – \| \| 20. Oktober 2012 – 9. November 2012 3 Wochen \| 3 \| Flo Rida \| I Cry Jeffrey B. Hull, Scott Michael Cutler, Brenda Gordon Russell, Tramar Dillard, Alex Schwartz, Joe Khajadourian, Pierre-Antoine Joseph Michel Melki, Raphaël David Judrin, Michael Caren \| – \| \| 10. November 2012 – 30. November 2012 3 Wochen \| 3 \| Rihanna \| Diamonds Benjamin Levin, Sia Kate Furler, Tor Erik Hermansen, Mikkel Storleer Eriksen \| – \| \| 1. Dezember 2012 – 7. Dezember 2012 1 Woche \| 1 \| Cheek \| Puhelinlangat laulaa Musik: Pentti Armas Viherluoto; Text: Aimo Kaarlo Viherluoto \| – \| \| 8. Dezember 2012 – 14. Dezember 2012 1 Woche \| 1 \| Koti – Viikate – Teollisuus \| Adventti Kalle Virtanen \| – \| \| 15. Dezember 2012 – 28. Dezember 2012 2 Wochen \| 2 \| Cheek feat. Jonne Aaron \| Anna mä meen Jare Henrik Tiihonen, Sakari Aalto \| – \| \| 29. Dezember 2012 – 4. Januar 2013 1 Woche \| 1 \| Erin \| Mitä tänne jää Musik: Erin Helena Maureen Anttila, Juha-Matti Christian Penttinen, Ossi Antti Rita; Text: Jare Henrik Tiihonen \| – \| |                                        |                                        | |                           |
| ← 2011 |                                        |                                        | | → 2013 →                  |
| Zeitraum | Wo. ges.                               | Interpret                              | Titel Autor(en) | Zusätzliche Informationen |
| (Zeitraum, Wochen auf Platz eins, Interpret, Titel, Autor[en], zusätzliche Informationen) |                                        |                                        | |                           |
| 31. Dezember 2011 – 6. Januar 2012 1 Woche (insgesamt 2) | 2                                      | Adele                                  | Someone like You Adele Laurie Blue Adkins, Daniel D. Wilson | –                         |
| 7. Januar 2012 – 13. Januar 2012 1 Woche | 1                                      | Lord Est feat. Mikael Gabriel          | Vuosi vaihtuu Musik: Sakari Aalto; Text: Tuomo Hiironmäki, mikael Kristian Gabriel Sohlman                                                                                                   | –                         |
| 14. Januar 2012 – 20. Januar 2012 1 Woche (insgesamt 2) | 2                                      | Adele                                  | Someone like You Adele Laurie Blue Adkins, Daniel D. Wilson | –                         |
| 21. Januar 2012 – 27. Januar 2012 1 Woche | 1                                      | Adele                                  | Rolling in the Deep Paul Richard Epworth, Adele Laurie Blue Adkins | –                         |
| 28. Januar 2012 – 10. Februar 2012 2 Wochen (insgesamt 4) | 4                                      | Robin                                  | Frontside Ollie Sana Ilona Mustonen, Marko Juhani Kolehmainen, Tracy William Lipp, Konstantinos Jorma Hiekkanen, Bernard Michael Grobman                                                     | –                         |
| 11. Februar 2012 – 17. Februar 2012 1 Woche | 1                                      | Madonna feat. Nicki Minaj & M.I.A.     | Give Me All Your Luvin’ Onika Tanya Maraj, Mathangi Arulpragasam, Madonna Louise Ciccone, Martin Laurent Picandet, Michael Andre Tordjman                                                    | –                         |
| 18. Februar 2012 – 24. Februar 2012 1 Woche | 1                                      | Laura Närhi                            | Hetken tie on kevyt Musik: Matti Veikko Mikkola; Text: Otto Pekka Grundström | –                         |
| 25. Februar 2012 – 9. März 2012 2 Wochen (insgesamt 4) | 4                                      | Robin                                  | Frontside Ollie Sana Ilona Mustonen, Marko Juhani Kolehmainen, Tracy William Lipp, Konstantinos Jorma Hiekkanen, Bernard Michael Grobman                                                     | –                         |
| 10. März 2012 – 16. März 2012 1 Woche | 1                                      | Nightwish                              | The Crow, the Owl and the Dove Marco Hietala, Jukka Antero Nevalainen, Erno Matti Juhani Vuorinen, Tuomas Lauri Johannes Holopainen                                                          | –                         |
| 17. März 2012 – 23. März 2012 1 Woche (insgesamt 2) | 2                                      | Loreen                                 | Euphoria Peter Lars Boström, Thomas Gustafsson | –                         |
| 24. März 2012 – 20. April 2012 4 Wochen | 4                                      | Jukka Poika                            | Älä tyri nyt Jukka Stormi-Rousu, Tommi Tikkanen | –                         |
| 21. April 2012 – 11. Mai 2012 3 Wochen | 3                                      | Gotye feat. Kimbra                     | Somebody That I Used to Know Walter Andre E. De Backer, Luiz Bonfá | –                         |
| 12. Mai 2012 – 1. Juni 2012 3 Wochen | 3                                      | Carly Rae Jepsen                       | Call Me Maybe Joshua Keeler Ramsay, Carly Rae Jepsen, Tavish Crowe | –                         |
| 2. Juni 2012 – 8. Juni 2012 1 Woche (insgesamt 2) | 2                                      | Loreen                                 | Euphoria Peter Lars Boström, Thomas G:son | –                         |
| 9. Juni 2012 – 31. August 2012 12 Wochen | 12                                     | JVG feat. Raappana                     | Kran Turismo Ville-Petteri Galle, Jare Joakim Brand, Janne Pöyhönen, Sakari Aalto | –                         |
| 1. September 2012 – 7. September 2012 1 Woche | 1                                      | Brädi feat. Redrama                    | Lämpöö Kari Olavi Härkönen, Henri Jouni Kristian Lanz, Lasse Mellberg | –                         |
| 8. September 2012 – 21. September 2012 2 Wochen | 2                                      | Will.i.am feat. Eva Simons             | This Is Love Martin Karl Sandberg, Sebastian Carmine Ingrosso, Mike Hamilton, Will Adams, Steve Patrik Angello Josefsson Fragogiannis, Eva Maria Simons                                      | –                         |
| 22. September 2012 – 19. Oktober 2012 4 Wochen | 4                                      | Psy                                    | Gangnam Style Yoo Gun-hyung, Park Jae-sang | –                         |
| 20. Oktober 2012 – 9. November 2012 3 Wochen | 3                                      | Flo Rida                               | I Cry Jeffrey B. Hull, Scott Michael Cutler, Brenda Gordon Russell, Tramar Dillard, Alex Schwartz, Joe Khajadourian, Pierre-Antoine Joseph Michel Melki, Raphaël David Judrin, Michael Caren | –                         |
| 10. November 2012 – 30. November 2012 3 Wochen | 3                                      | Rihanna                                | Diamonds Benjamin Levin, Sia Kate Furler, Tor Erik Hermansen, Mikkel Storleer Eriksen | –                         |
| 1. Dezember 2012 – 7. Dezember 2012 1 Woche | 1                                      | Cheek                                  | Puhelinlangat laulaa Musik: Pentti Armas Viherluoto; Text: Aimo Kaarlo Viherluoto | –                         |
| 8. Dezember 2012 – 14. Dezember 2012 1 Woche | 1                                      | Koti – Viikate – Teollisuus            | Adventti Kalle Virtanen | –                         |
| 15. Dezember 2012 – 28. Dezember 2012 2 Wochen | 2                                      | Cheek feat. Jonne Aaron                | Anna mä meen Jare Henrik Tiihonen, Sakari Aalto | –                         |
| 29. Dezember 2012 – 4. Januar 2013 1 Woche | 1                                      | Erin                                   | Mitä tänne jää Musik: Erin Helena Maureen Anttila, Juha-Matti Christian Penttinen, Ossi Antti Rita; Text: Jare Henrik Tiihonen                                                               | –                         |

## Alben
| ← 2011 ← | Liste der Nummer-eins-Hits in Finnland | Liste der Nummer-eins-Hits in Finnland | Liste der Nummer-eins-Hits in Finnland | 2013 →                    |
| \| Zeitraum \| Wo. ges. \| Interpret \| Titel \| Zusätzliche Informationen \| \| (Zeitraum, Wochen auf Platz eins, Interpret, Titel, zusätzliche Informationen) \| \| \| \| \| \| ------------------------------------------------------------------------------ \| -------- \| --------------------------- \| -------------------------------- \| ------------------------- \| \| 31. Dezember 2011 – 6. Januar 2012 1 Woche (insgesamt 5) \| 5 \| Chisu \| Kun valaistun \| – \| \| 7. Januar 2012 – 10. Februar 2012 5 Wochen (insgesamt 11) \| 11 \| Adele \| 21 \| – \| \| 11. Februar 2012 – 17. Februar 2012 1 Woche \| 1 \| Leonard Cohen \| Old Ideas \| – \| \| 18. Februar 2012 – 24. Februar 2012 1 Woche \| 1 \| Stam1na \| Nocebo \| – \| \| 25. Februar 2012 – 16. März 2012 3 Wochen (insgesamt 11) \| 11 \| Adele \| 21 \| – \| \| 17. März 2012 – 23. März 2012 1 Woche \| 1 \| Bruce Springsteen \| Wrecking Ball \| – \| \| 24. März 2012 – 30. März 2012 1 Woche (insgesamt 6) \| 6 \| Jukka Poika \| Yhdestä puusta \| – \| \| 31. März 2012 – 6. April 2012 1 Woche \| 1 \| Madonna \| MDNA \| – \| \| 7. April 2012 – 13. April 2012 1 Woche \| 1 \| Viikate \| Petäjäveräjät \| – \| \| 14. April 2012 – 4. Mai 2012 3 Wochen (insgesamt 6) \| 6 \| Jukka Poika \| Yhdestä puusta \| – \| \| 5. Mai 2012 – 11. Mai 2012 1 Woche \| 1 \| Paleface \| Maan tapa \| – \| \| 12. Mai 2012 – 25. Mai 2012 2 Wochen (insgesamt 6) \| 6 \| Jukka Poika \| Yhdestä puusta \| – \| \| 26. Mai 2012 – 8. Juni 2012 2 Wochen \| 2 \| Sonata Arctica \| Stones Grow Her Name \| – \| \| 9. Juni 2012 – 15. Juni 2012 1 Woche \| 1 \| JVG \| jvg.fi \| – \| \| 16. Juni 2012 – 6. Juli 2012 3 Wochen \| 3 \| PMMP \| Rakkaudesta \| – \| \| 7. Juli 2012 – 13. Juli 2012 1 Woche \| 1 \| Linkin Park \| Living Things \| – \| \| 14. Juli 2012 – 20. Juli 2012 1 Woche \| 1 \| Diandra \| Outta My Head \| – \| \| 21. Juli 2012 – 27. Juli 2012 1 Woche (insgesamt 4) \| 4 \| (Verschiedene Interpreten) \| Voicen kesähitti 2012 \| – \| \| 28. Juli 2012 – 3. August 2012 1 Woche \| 1 \| Eevil Stöö & Koksu Koo \| Fuck Vivaldi \| – \| \| 4. August 2012 – 10. August 2012 1 Woche (insgesamt 11) \| 11 \| Adele \| 21 \| – \| \| 11. August 2012 – 31. August 2012 3 Wochen (insgesamt 4) \| 4 \| Verschiedene Interpreten \| Voicen kesähitti 2012 \| – \| \| 1. September 2012 – 7. September 2012 1 Woche \| 1 \| Samuli Putro \| Tavalliset hautajaiset \| – \| \| 8. September 2012 – 14. September 2012 1 Woche \| 1 \| Kerkko Koskinen Kollektiivi \| Kerkko Koskinen Kollektiivi \| – \| \| 15. September 2012 – 28. September 2012 2 Wochen \| 2 \| Hevisaurus \| Kadonneen louhikäärmeen arvoitus \| – \| \| 29. September 2012 – 5. Oktober 2012 1 Woche \| 1 \| Elonkerjuu \| Ilon pirstaleet \| – \| \| 6. Oktober 2012 – 12. Oktober 2012 1 Woche \| 1 \| Muse \| The 2nd Law \| – \| \| 13. Oktober 2012 – 26. Oktober 2012 2 Wochen (insgesamt 3) \| 3 \| Robin \| Chillaa \| – \| \| 27. Oktober 2012 – 2. November 2012 1 Woche \| 1 \| Mokoma \| 180 astetta \| – \| \| 3. November 2012 – 9. November 2012 1 Woche (insgesamt 3) \| 3 \| Robin \| Chillaa \| – \| \| 10. November 2012 – 16. November 2012 1 Woche \| 1 \| Jesse Kaikuranta \| Vie mut kotiin \| – \| \| 17. November 2012 – 23. November 2012 1 Woche \| 1 \| Yö \| Pelko ja rakkaus \| – \| \| 24. November 2012 – 28. Dezember 2012 5 Wochen \| 5 \| (Verschiedene Interpreten) \| Vain elämää \| – \| \| 29. Dezember 2012 – 15. Februar 2013 7 Wochen \| 7 \| (Verschiedene Interpreten) \| Vain elämää jatkuu \| – \| |                                        |                                        |                                        |                           |
| ← 2011 |                                        |                                        |                                        | → 2013 →                  |
| Zeitraum | Wo. ges.                               | Interpret                              | Titel                                  | Zusätzliche Informationen |
| (Zeitraum, Wochen auf Platz eins, Interpret, Titel, zusätzliche Informationen) |                                        |                                        |                                        |                           |
| 31. Dezember 2011 – 6. Januar 2012 1 Woche (insgesamt 5) | 5                                      | Chisu                                  | Kun valaistun                          | –                         |
| 7. Januar 2012 – 10. Februar 2012 5 Wochen (insgesamt 11) | 11                                     | Adele                                  | 21                                     | –                         |
| 11. Februar 2012 – 17. Februar 2012 1 Woche | 1                                      | Leonard Cohen                          | Old Ideas                              | –                         |
| 18. Februar 2012 – 24. Februar 2012 1 Woche | 1                                      | Stam1na                                | Nocebo                                 | –                         |
| 25. Februar 2012 – 16. März 2012 3 Wochen (insgesamt 11) | 11                                     | Adele                                  | 21                                     | –                         |
| 17. März 2012 – 23. März 2012 1 Woche | 1                                      | Bruce Springsteen                      | Wrecking Ball                          | –                         |
| 24. März 2012 – 30. März 2012 1 Woche (insgesamt 6) | 6                                      | Jukka Poika                            | Yhdestä puusta                         | –                         |
| 31. März 2012 – 6. April 2012 1 Woche | 1                                      | Madonna                                | MDNA                                   | –                         |
| 7. April 2012 – 13. April 2012 1 Woche | 1                                      | Viikate                                | Petäjäveräjät                          | –                         |
| 14. April 2012 – 4. Mai 2012 3 Wochen (insgesamt 6) | 6                                      | Jukka Poika                            | Yhdestä puusta                         | –                         |
| 5. Mai 2012 – 11. Mai 2012 1 Woche | 1                                      | Paleface                               | Maan tapa                              | –                         |
| 12. Mai 2012 – 25. Mai 2012 2 Wochen (insgesamt 6) | 6                                      | Jukka Poika                            | Yhdestä puusta                         | –                         |
| 26. Mai 2012 – 8. Juni 2012 2 Wochen | 2                                      | Sonata Arctica                         | Stones Grow Her Name                   | –                         |
| 9. Juni 2012 – 15. Juni 2012 1 Woche | 1                                      | JVG                                    | jvg.fi                                 | –                         |
| 16. Juni 2012 – 6. Juli 2012 3 Wochen | 3                                      | PMMP                                   | Rakkaudesta                            | –                         |
| 7. Juli 2012 – 13. Juli 2012 1 Woche | 1                                      | Linkin Park                            | Living Things                          | –                         |
| 14. Juli 2012 – 20. Juli 2012 1 Woche | 1                                      | Diandra                                | Outta My Head                          | –                         |
| 21. Juli 2012 – 27. Juli 2012 1 Woche (insgesamt 4) | 4                                      | (Verschiedene Interpreten)             | Voicen kesähitti 2012                  | –                         |
| 28. Juli 2012 – 3. August 2012 1 Woche | 1                                      | Eevil Stöö & Koksu Koo                 | Fuck Vivaldi                           | –                         |
| 4. August 2012 – 10. August 2012 1 Woche (insgesamt 11) | 11                                     | Adele                                  | 21                                     | –                         |
| 11. August 2012 – 31. August 2012 3 Wochen (insgesamt 4) | 4                                      | Verschiedene Interpreten               | Voicen kesähitti 2012                  | –                         |
| 1. September 2012 – 7. September 2012 1 Woche | 1                                      | Samuli Putro                           | Tavalliset hautajaiset                 | –                         |
| 8. September 2012 – 14. September 2012 1 Woche | 1                                      | Kerkko Koskinen Kollektiivi            | Kerkko Koskinen Kollektiivi            | –                         |
| 15. September 2012 – 28. September 2012 2 Wochen | 2                                      | Hevisaurus                             | Kadonneen louhikäärmeen arvoitus       | –                         |
| 29. September 2012 – 5. Oktober 2012 1 Woche | 1                                      | Elonkerjuu                             | Ilon pirstaleet                        | –                         |
| 6. Oktober 2012 – 12. Oktober 2012 1 Woche | 1                                      | Muse                                   | The 2nd Law                            | –                         |
| 13. Oktober 2012 – 26. Oktober 2012 2 Wochen (insgesamt 3) | 3                                      | Robin                                  | Chillaa                                | –                         |
| 27. Oktober 2012 – 2. November 2012 1 Woche | 1                                      | Mokoma                                 | 180 astetta                            | –                         |
| 3. November 2012 – 9. November 2012 1 Woche (insgesamt 3) | 3                                      | Robin                                  | Chillaa                                | –                         |
| 10. November 2012 – 16. November 2012 1 Woche | 1                                      | Jesse Kaikuranta                       | Vie mut kotiin                         | –                         |
| 17. November 2012 – 23. November 2012 1 Woche | 1                                      | Yö                                     | Pelko ja rakkaus                       | –                         |
| 24. November 2012 – 28. Dezember 2012 5 Wochen | 5                                      | (Verschiedene Interpreten)             | Vain elämää                            | –                         |
| 29. Dezember 2012 – 15. Februar 2013 7 Wochen | 7                                      | (Verschiedene Interpreten)             | Vain elämää jatkuu                     | –                         |